# Michał Błoński
Michał Błoński (ur. 24 marca 1987 w Tomaszowie Mazowieckim) – polski siatkarz, grający na pozycji przyjmującego. Od sezonu 2017/2018 występuje w drużynie Lechia Tomaszów Mazowiecki.

## Sukcesy klubowe
Mistrzostwa Polski Juniorów:
- 2006

Mistrzostwo I Ligi:
- 2016, 2009
- 2013, 2018